# 永恆大殿
永恆大殿 （英語：Timeless Halls），是一如·伊露維塔的居住地，意即天堂。永恆大殿不包含在一亞之內，而人類死亡之後也不會到達永恆大殿，唯一知道人類的歸宿就只有伊露維塔，維拉也不知道人類死亡之後會怎樣。